# Leandra longibarbis
Leandra longibarbis är en tvåhjärtbladig växtart som först beskrevs av Franz von Paula Schrank, Carl Friedrich Philipp von Martius och Dc., och fick sitt nu gällande namn av Célestin Alfred Cogniaux. Leandra longibarbis ingår i släktet Leandra och familjen Melastomataceae. Inga underarter finns listade i Catalogue of Life.